# Maureen Georgeová
Maureen Jean Georgeová (* 1. září 1955) je bývalá zimbabwská pozemní hokejistka, členka týmu, který v roce 1980 na olympijských hrách v Moskvě vybojoval zlaté medaile.